# Rent-Gap-Theorie
Die Rent-Gap-Theorie bzw. Mietlückentheorie wurde 1979 vom Geographen Neil Smith als ökonomischer Erklärungsansatz für den Prozess der Gentrifizierung (soziale Umstrukturierung und Aufwertung eines Stadtteiles) formuliert. Die mit der Rent-Gap-Theorie beschriebenen Prozesse sind vor allem in Nordamerika zu beobachten.

## Theorie
Neil Smith entwickelt aus Überlegungen von David Harvey die Rent-Gap-Theorie, bei der die Kapitalkreisläufe des Wirtschaftssystems in zwei Bereiche unterteilt sind in:
1. einem primären Kapitalkreislauf, der direkt an industrielle Produktionsprozesse gebunden ist und
2. einem sekundären Kapitalkreislauf, der aus den Investitionen in die bebaute Umwelt in Form von Gebäuden, Infrastrukturen usw. besteht.

Die Kernidee ist, dass der Auslöser von Sub- oder Reurbanisierung immer eine Akkumulationskrise im primären Kapitalkreislauf vorherging. Infolgedessen tritt gewissermaßen ein Überlaufeffekt ein, in der das überschüssige Kapital in den sekundären Kapitalkreislauf mündet und sich in Form von massiven Investitionen in bebaute Umwelt äußert.
Durch den Überlaufeffekt gibt es eine erhöhte Risikobereitschaft bei der alternativen Anlageform im sekundären Kapitalkreislauf, die sich darin äußert spekulativ bisher vernachlässigte innerstädtische Randgebiete zu entwickeln, weil dort der höchste Rent Gap vorliegt. Der Rent Gap beschreibt die Disparität zwischen den aktuell realisierten Mieteinnahmen eines Grundstücks und den potenziell erzielbaren Mieteinnahmen. Erst aus dieser Differenz entsteht das Interesse von Investoren, ein bestimmtes Objekt (bis hin zu ganzen Stadtvierteln) zu sanieren, was eine Erhöhung der Mieten und eine Wertsteigerung des Wohneigentums zur Folge hat.

## Kritik
Die Theorie besagt weitergehend, dass Investitionen auf dem Grundstücksmarkt nur getätigt werden, wenn ein Rent-Gap vorhanden ist. Damit widerspricht sie anderen Erklärungsansätzen, die eher die veränderten Lebensstile und Wohnpräferenzen zur Begründung herbeiziehen.
In späteren Veröffentlichungen relativierte Neil Smith den reinen ökonomischen Ansatz, in dem er sekundär auch kulturelle Faktoren anerkannte, womit die Theorie an Klarheit verlor.